# آنتوندابه
آنتوندابه (به لاتین: Antondabe) یک منطقهٔ مسکونی در ماداگاسکار است که در ناحیه بفوتاکا سود واقع شده‌است.